# Dançando para Não Dançar
Dançando para Não Dançar é uma companhia de dança do Rio de Janeiro.
A companhia foi criada em 1995. Além das aulas de dança, oferece às crianças e adolescentes apoio sócio-educativo. Jovens formados na companhia foram selecionados para a Staatliche Ballettschule de Berlim, a Companhia Estadual de Ballet de Schwerin, a Escola de Balé de Havana, o Dance Theatre of Harlem, de Nova York e o corpo de baile do Friedrichstadt Palast, também de Berlim. 
Foi homenageada em 2011 com a Ordem do Mérito Cultural do Ministério da Cultura.